# Legend of the Liquid Sword
Legend of the Liquid Sword is het vierde solo studioalbum van de Amerikaanse rapper en Wu-Tang Clan-lid, GZA. Het album is vernoemd naar de kung fu film Legend of the Liquid Sword. Op het album levert GZA kritiek op het beleid dat verscheidene platenlabels voeren. het album is een stuk minder populair dan zijn voorgaande twee werken en bereikte op haar piek een 75e plek in de Amerikaanse Billboard 200. 

## Tracklist
| Nr. | Titel                                                   | Producer(s)          | Duur |
| --- | ------------------------------------------------------- | -------------------- | ---- |
| 1.  | Intro (featuring Young Justice)                         |                      | 0:42 |
| 2.  | AutoBio                                                 | Jay "Waxx" Garfield  | 3:54 |
| 3.  | Did Ya Say That?                                        | Boola                | 3:54 |
| 4.  | Silent (featuring Ghostface Killah & Streetlife)        | Bink!                | 2:41 |
| 5.  | Knock, Knock                                            | Jay "Waxx" Garfield  | 3:34 |
| 6.  | Stay In Line (featuring Santi White)                    | Arabian Knight       | 4:02 |
| 7.  | Animal Planet                                           | Tyquan Walker, Bink! | 4:16 |
| 8.  | Fam (Members Only) (featuring RZA & Masta Killa)        | Mathematics          | 4:10 |
| 9.  | Legend of the Liquid Sword (featuring Anthony Allen)    | Jaz-O                | 3:37 |
| 10. | Fame                                                    | Arabian Knight       | 3:45 |
| 11. | Highway Robbery (featuring Governor Two's)              | Arabian Knight       | 4:00 |
| 12. | Luminal                                                 | DJ Muggs             | 2:59 |
| 13. | Sparring Minds (featuring Inspectah Deck)               | Arabian Knight       | 2:48 |
| 14. | Rough Cut (featuring Armel, Prodigal Sunn & 12 O'Clock) | RZA                  | 3:05 |
| 15. | Uncut Material                                          | GZA                  | 2:58 |